# Lancer du disque féminin aux Jeux olympiques d'été de 2024
Pour des articles plus généraux, voir Athlétisme aux Jeux olympiques d'été de 2024 et Lancer du disque aux Jeux olympiques.
Navigation
Tokyo 2020 Los Angeles 2028
L'épreuve du lancer du disque féminin aux Jeux olympiques de 2024 se déroule les 2 et 5 août 2024 au Stade de France au nord de Paris, en France.

## Records
Avant cette compétition, les records dans cette discipline étaient les suivants :
| Record du monde  | Gabriele Reinsch (GDR) | 76,80 m | Neubrandenbourg | 9 juillet 1988    |
| Record olympique | Martina Hellmann (GDR) | 72,30 m | Séoul           | 29 septembre 1988 |

## Programme
| Date            | Horaire | Manche         |
| --------------- | ------- | -------------- |
| Vendredi 2 août | 17 h 40 | Qualifications |
| Lundi 5 août    | 18 h 30 | Finale         |

## Résultats
Légende
- o : essai réussi
- x : essai manqué
- - : impasse

### Finale
A l'issue des 3 essais, les huit meilleures lanceuses bénéficient de 3 essais supplémentaires.
| Rang                                | Athlète              | Pays       | Essais | Essais | Essais | Essais | Essais | Essais | Marque | Notes |
| Rang                                | Athlète              | Pays       | 1      | 2      | 3      | 4      | 5      | 6      | Marque | Notes |
| ----------------------------------- | -------------------- | ---------- | ------ | ------ | ------ | ------ | ------ | ------ | ------ | ----- |
| Médaille d'or, Jeux olympiques      | Valarie Allman       | États-Unis | x      | 68,74  | 68,06  | 69,50  | x      | 69,21  | 69,50  |       |
| Médaille d'argent, Jeux olympiques  | Feng Bin             | Chine      | 66,33  | 64,80  | 67,51  | 67,13  | 67,25  | 65,98  | 67,51  |       |
| Médaille de bronze, Jeux olympiques | Sandra Elkasević     | Croatie    | 64,25  | x      | 67,51  | x      | x      | x      | 67,51  | SB    |
| 4                                   | Marike Steinacker    | Allemagne  | 54,37  | 61,37  | x      | x      | 65,37  | x      | 65,37  |       |
| 5                                   | Vanessa Kamga        | Suède      | 65,05  | x      | x      | 62,32  | x      | x      | 65,05  |       |
| 6                                   | Claudine Vita        | Allemagne  | 63,62  | x      | 63,25  | x      | 61,25  | 63,03  | 63,62  |       |
| 7                                   | Jorinde van Klinken  | Pays-Bas   | 63,35  | 61,50  | x      | x      | x      | 51,23  | 63,35  |       |
| 8                                   | Daisy Osakue         | Italie     | 63,11  | x      | x      | x      | 62,53  | 60,31  | 63,11  |       |
| 9                                   | Irina Rodrigues      | Portugal   | 60,39  | 61,19  | x      | NC     | NC     | NC     | 61,19  |       |
| 10                                  | Kristin Pudenz       | Allemagne  | 60,38  | 60,07  | x      | NC     | NC     | NC     | 60,38  |       |
| 11                                  | Alexandra Emilianov  | Moldavie   | 58,08  | x      | 58,02  | NC     | NC     | NC     | 58,08  |       |
| 12                                  | Melina Robert-Michon | France     | 56,63  | x      | 57,03  | NC     | NC     | NC     | 57,03  |       |

### Qualifications
Les 12 meilleures lanceuses se qualifient pour la finale.
| Rang | Groupe | Athlète                  | Pays       | Essais | Essais | Essais | Marque | Notes |
| Rang | Groupe | Athlète                  | Pays       | 1      | 2      | 3      | Marque | Notes |
| ---- | ------ | ------------------------ | ---------- | ------ | ------ | ------ | ------ | ----- |
| 1    | A      | Valarie Allman           | États-Unis | 69,59  | -      | -      | 69,59  | Q     |
| 2    | B      | Sandra Elkasević         | Croatie    | 65,63  | -      | -      | 65,63  | Q     |
| 3    | B      | Feng Bin                 | Chine      | 65,40  | -      | -      | 65,40  | Q     |
| 4    | B      | Vanessa Kamga            | Suède      | 65,14  | -      | -      | 65,14  | Q, NR |
| 5    | A      | Jorinde van Klinken      | Pays-Bas   | 63,68  | 64,81  | -      | 64,81  | Q     |
| 6    | B      | Alexandra Emilianov      | Moldavie   | 64,33  | -      | -      | 64,33  | Q     |
| 7    | A      | Melina Robert-Michon     | France     | 63,77  | 62,13  | 59,29  | 63,77  | q, SB |
| 8    | A      | Kristin Pudenz           | Allemagne  | x      | 63,45  | 63,35  | 63,45  | q     |
| 9    | A      | Daisy Osakue             | Italie     | 56,77  | 63,11  | x      | 63,11  | q     |
| 10   | B      | Irina Rodrigues          | Portugal   | 62,90  | 60,45  | x      | 62,90  | q     |
| 11   | B      | Claudine Vita            | Allemagne  | 59,77  | 62,25  | 62,70  | 62,70  | q     |
| 12   | B      | Marike Steinacker        | Allemagne  | 62,63  | x      | x      | 62,63  | q     |
| 13   | B      | Veronica Fraley          | États-Unis | 62,54  | 62,30  | 60,95  | 62,54  |       |
| 14   | A      | Liliana Ca               | Portugal   | 57,59  | 62,43  | 59,55  | 62,43  |       |
| 15   | B      | Taryn Gollshewsky        | Australie  | 56,86  | 62,36  | 58,79  | 62,36  | PB    |
| 16   | B      | Alida van Daalen         | Pays-Bas   | 62,19  | 61,62  | 61,99  | 62,19  |       |
| 17   | B      | Izabela da Silva         | Brésil     | 61,68  | x      | 61,21  | 61,68  |       |
| 18   | B      | Jayden Ulrich            | États-Unis | x      | x      | 61,08  | 61,08  |       |
| 19   | B      | Melany del Pilar Matheus | Cuba       | 60,19  | 61,07  | 60,90  | 61,07  |       |
| 20   | B      | Daria Zabawska           | Pologne    | 57,84  | 60,48  | 60,86  | 60,86  |       |
| 21   | B      | Chioma Onyekwere         | Nigeria    | 60,78  | 60,66  | x      | 60,78  |       |
| 22   | A      | Ieva Gumbs               | Lituanie   | x      | 60,37  | 56,88  | 60,37  |       |
| 23   | A      | Marija Tolj              | Croatie    | 59,87  | 59,27  | x      | 59,87  |       |
| 24   | A      | Lisa Brix Pedersen       | Danemark   | 59,81  | x      | 57,75  | 59,81  | SB    |
| 25   | A      | Silinda Morales          | Cuba       | 59,46  | 58,30  | 55,20  | 59,46  |       |
| 26   | A      | Andressa de Morais       | Brésil     | 52,24  | 59,14  | 59,43  | 59,43  |       |
| 27   | A      | Caisa-Marie Lindfors     | Suède      | 56,82  | x      | 59,29  | 59,29  |       |
| 28   | A      | Jiang Zhichao            | Chine      | 56,58  | 57,13  | 59,10  | 59,10  |       |
| 29   | A      | Ashley Anumba            | Nigeria    | 57,23  | x      | 58,83  | 58,83  |       |
| 30   | A      | Subenrat Insaeng         | Thaïlande  | 58,07  | x      | x      | 58,07  |       |
| 31   | A      | Samantha Hall            | Jamaïque   | x      | 54,94  | x      | 54,94  |       |
| 32   | B      | Obiageri Pamela Amaechi  | Nigeria    | x      | x      | 45,45  | 45,45  |       |

## Légende
Records et Performances
- AR : Record continental (area record)
- CR : Record des championnats (championship record)
- MR : Record du meeting (meet record)
- NR : Record national (national record)
- OR : Record olympique (olympic record)
- PR : Record paralympique (paralympic record)
- PB : Record personnel (personal best)
- SB : Meilleure performance personnelle de la saison (season's best)
- WL : Meilleure performance mondiale de l'année (world leader)
- WJR : Record du monde junior (world junior record)
- WR : Record du monde (world record)

Circonstances et Conditions
- DNF : N'a pas terminé (did not finish)
- DNS : N'a pas pris le départ (did not start)
- DQ : Disqualification (disqualification)
- NM : Aucun essai valable enregistré (No Mark)
- Q : Qualifié « directement » au prochain tour (ou à la prochaine compétition), lors d'une compétition majeure, grâce au classement ou à la réalisation des minima (automatic qualifier)
- q : Qualifié au prochain tour (ou à la prochaine compétition), lors d'une compétition majeure, grâce au repêchage ou à la réalisation de l'une des meilleures performances parmi celles des « non qualifiés directement » (grâce au meilleur temps ou à la meilleure distance par exemple) (secondary qualifier)